# Petite gerboise
Scarturus elater
Pour les articles homonymes, voir Petite gerboise (homonymie).
Espèce
Statut de conservation UICN

 LC  : Préoccupation mineure
La Petite gerboise (Scarturus elater) est une espèce de la famille des Dipodidés. Cette gerboise se rencontre sur une large zone allant des environs de la Mer Caspienne à la Mongolie et du Kazakhstan au Pakistan. L'espèce n'est pas considérée comme étant en danger par l'Union internationale pour la conservation de la nature (UICN).

## Description
Cette espèce mesure environ 15 centimètres de long sans la queue et pèse entre 44 et 73 grammes. Sa robe est de couleur variable, allant du beige au roux, avec un ventre plus pâle, une strie blanche au niveau de la hanche et une touffe noire au bout de la queue. Ses longues pattes arrière - jusqu'à 10 centimètres de long, soit quatre fois la longueur des pattes avant - ont cinq doigts, avec des poils sur le dessous pour donner une meilleure traction dans des environnements sablonneux. Elle se déplace par bonds, pouvant couvrir 3 mètres à la fois et atteignant des vitesses de 48 km/h. 

## Comportement
La petite gerboise est un animal solitaire, actif à partir du soir et pendant la nuit. Elle se terre dans un terrier pendant la journée, terrier pouvant atteindre une longueur de 2 mètres et une profondeur de 70 centimètres. Elle se nourrit principalement de graines, d'herbes et d'insectes qu'elle trouve en creusant, et n'a pas besoin de boire, pouvant s'hydrater à travers son alimentation.
Elle hiberne de la mi-novembre à la mi-mars sur la majeure partie de son aire de répartition, à l'exception des populations situées au sud du Caucase, où les températures plus clémentes lui permettent de rester active toute l'année. La période de reproduction débute en mars à la fin de l'hibernation et en février au sud du Caucase, avec des sommets en avril et en septembre. La petite gerboise peut avoir jusqu'à trois portées de 2 à 6 petits par an. La maturité sexuelle est atteinte au bout de six semaines. La petite gerboise peut vivre jusqu'à cinq ans en captivité, bien que sa durée de vie à l'état sauvage soit inconnue,.

## Répartition et habitat
Cette gerboise se rencontre sur une large zone allant de l'extrême est de la Turquie et de la rive ouest de la Mer Caspienne à la Mongolie à l'est, et du Kazakhstan au nord au Pakistan au sud, en passant par l'Azerbaïdjan, la Géorgie, l'Iran, le Kirghizistan, l'Ouzbékistan, le Turkménistan, le Tadjikistan, l'Afghanistan et l'ouest de la Chine, dans les provinces de Gansu, de Mongolie-Intérieure et du Xinjiang. Elle fréquente les déserts sablonneux ou rocailleux ainsi que les steppes désertiques et solonetziques, jusqu'à 2500 mètres d'altitude. Toutefois, elle évite les véritables déserts, préférant une petite quantité de végétation.

## Systématique
La petite gerboise était précédemment classée dans le genre Allactaga. D'autres bases de données  comme Catalogue of Life privilégient cependant l'ancienne taxonomie. Elle contient un grand nombre de sous-espèces dont la validité est contestée: plusieurs d'entre elles pourraient potentiellement être des espèces distinctes.

## Conservation
L'UICN classe la petite gerboise comme une espèce de préoccupation mineure du fait de sa 
vaste répartition, où elle reste très abondante. Cependant, la population isolée du nord de la Caspienne, en Russie est sur le déclin à la suite de la perte de son habitat naturel, de même que celle de Turquie. De son côté, la population de Mongolie pourrait souffrir des sécheresses et  de l'assèchement des points d'eau. Néanmoins, et bien que ses effectifs soient en baisse, cette espèce a toujours été sujette à des fluctuations massives de sa population, avec une densité parfois multipliée par neuf lors d'années prospères.